# Hans-Olov Olsson
Hans-Olov Sören Olsson,  (Snäcke en Dalsland, Suecia, 14 de diciembre de 1941)en Snäcke, en la parroquia de Ånimskog, es un destacado empresario sueco, conocido por su desempeño como CEO de Volvo Personvagnar entre 2000 y 2005.Presidente de Volvo Cars. 
Olsson inició su carrera en Volvo en 1966 como ingeniero de sistemas, tras haber completado sus estudios en la Universidad de Gotemburgo (pol.mag.). En 1969, obtuvo su primer puesto directivo en Volvo Lastvagnar y, entre 1977 y 1981, fue jefe de Dalslandsverken. Posteriormente, se desempeñó como jefe de operaciones en Japón de 1990 a 1996, y en Europa y Estados Unidos de 1998 a 2000, antes de asumir el cargo de CEO de Volvo Personvagnar. Entre 2005 y 2006, Olsson ocupó el puesto de presidente del consejo de administración y vicepresidente de Volvo PV.
Tras su etapa en Volvo y Ford Motor Company, Olsson se convirtió en asesor senior del banco de inversión Rothschild. En 2009, Rothschild le encomendó la compra de Volvo Personvagnar para Zhejiang Geely Holding Group. La transacción se completó en la primavera de 2010, gracias a préstamos de China y un crédito de Ford.
En 2012, Olsson fue criticado por el despido del CEO de Volvo Personvagnar, Stefan Jacoby, mediante una carta mientras Jacoby estaba hospitalizado tras sufrir un derrame cerebral. Olsson negó estas acusaciones, afirmando que la carta se envió después de que Jacoby se negara a reunirse con él y tras haber regresado a casa desde el hospital. Olsson explicó que el despido se debió únicamente a la gestión de la empresa por parte de Jacoby.
Actualmente, Hans-Olov Olsson forma parte del consejo de administración de Volvo PV, así como de los consejos de administración de Elanders y SKF.